# Марсіанський відлюдник
«Марсіанський відлюдник» (англ. Hermit of Mars) — коротка науково-фантастична повість Кліффорда Сімака, вперше опубліковане журналом «Astounding Science Fiction» в червні 1939 року.

## Сюжет
Пара траперів: новачок Кент Кларк та досвідчений Чарлі Волес, займались добуванням хутра марсіанського бобра в каналі Скелетів.
Однієї ночі зі свого кварцового іглу, обладнаного сонячними батареями та приладами добування кисню та води, вони побачили людину, яку переслідували «їдоки» (англ. Eaters) — найкрупніші марсіанські хижаки, що спеціально полювали на людей, через наявність в їхніх тілах дефіцитного на Марсі фосфору.
Вбивши одного з них, мисливці затягнули людину до свого житла. Врятованою виявилась молода жінка Ен Сміт, яка розповіла, що саме вони їй і потрібні. Вона хоче найняти їх, щоб направитись в канал Безумців і знайти там Відлюдника Гарі. 
Трапери намагались відрадити її, оскільки з каналу Безумців ще ніхто не повертався при повному розумі, а Відлюдник Гарі — то взагалі міфічний персонаж марсіанських траперів, як, наприклад, Поль Баньян у лісорубів чи Пекос Біл у ковбоїв.
Але Ен, переконала їх, що тільки Відлюдник Гарі може допомогти її батькові, і мисливці погодились супроводжувати її. На шляху до каналу Безумців навколо них кружляли «привиди» — безтілесні марсіанські творіння, що наганяли жах. Коли мандрівники добрались до каналу, то почули шум мігруючого стада «їдоків», і в них не залишилось вибору, окрім, як почати спуск в цей найглибший канал.
Опустившись досить глибоко, мандрівники могли вже дихати без скафандрів. Їх тісно супроводжували десятки «привидів», коли раптом з глибини каналу на них посунули страхітливі ящури. Мисливці вирішили не вступати в програшну боротьбу і почали поволі відступати. Але один з привидів, а за ним і інші почали відганяти ящурів та показувати людям, щоб ті слідували за ними вглиб каналу.
На дні каналу, де була комфортна для людей температура та густина атмосфери, мандрівники побачили ракетний корабель та людину. Це був дядько Ен — доктор Говард Картер.
Ен розповіла, що насправді вона теж не вірила в Відлюдника Гарі, проте коли до неї дійшли чутки, що в каналі Безумців хтось живе, вона припустила, що це може бути знайомий її батька професор Бельмонт, який вирушив в експедицію для вивчення «привидів». Доктор Картер повідомив, що пішовши на розшуки професора, він знайшов його скелет тут у каналі, і тепер сам займається вивченням «привидів». Він вислухав Ен, та повідомив, що привиди, з якими він може спілкуватись, допоможуть її батькові. Батько Ен був винахідником-невдахою, який побудував прилад для переміщення в просторі-часі і тепер, на думку Ен, не міг повернутись назад. «Привиди», які не були обмежені фізично, на прохання дядька Говарда, допомогли батькові Ен повернутись.
Зі слів дядька, «привиди» є корінною розумною расою, господарями Марса, їхнє тіло з часом еволюціонувало в безтілесну форму. В них достатньо знань, щоб вирішити багато поточних проблем людства, але вони знаходяться на такому рівні, коли їм вже не цікаво допомагати людям. Але дядькові вдалось укласти з ними угоду про обмін знаннями, «привидам» потрібні були відомості про деякі уміння людей. В обмін на це він сподівався отримати достатньо знань, щоб самому перетворитись в безтілесну подобу.
Великодушний доктор Картер, запропонував мандрівникам використати його ракету для подорожі назад із каналу. В ракеті вони почали обговорювати які нові історії тепер з'являться про Відлюдника Гарі.